# Нижняя Крайна

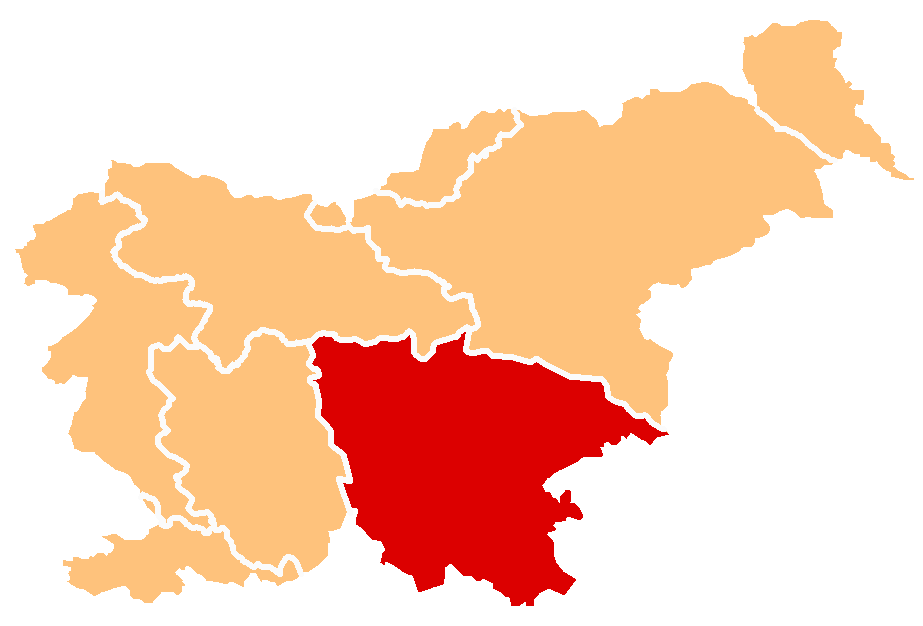
Нижняя Крайна на карте Словении

Нижняя Крайна (словен. Dolenjska; нем. Unterkrain) — историческая область в Словении. В 1848-1919 годах — составная часть габсбургской коронной земли Крайна. Историческим центром являлся город Ново-Место, другими городскими центрами являются Кочевье, Гросупле, Кршко, Требне, Чрномель, Семич и Метлика.